# 帕可合唱團
帕可合唱團（英語：Poco）是來自美國洛杉磯的鄉村搖滾樂團，最初由里奇·弗雷、吉姆·墨西拿和鲁斯·杨於1968年在水牛春田合唱团解散後成立。最初，樂團命名為「Pogo」，取自连环漫画《波戈》，但當其創作者華特·凱利（Walt Kelly）反對並威脅要提起訴訟時而更改。
首張專輯為1969年的《接下残局》。多年來，帕可合唱團一直在各種活動中演出。

## 外部連結
- Official band site （页面存档备份，存于）
- Interview with Rusty Young on Yuzu Melodies
- 帕可合唱團在互联网电影资料库（IMDb）上的資料（英文）